# Walburga von Hohenthal
Walburga Ehrengarde Helena de Hohenthal, devenue, par son mariage, Lady Walburga Paget, est née à Berlin, en Royaume de Prusse, le 3 mai 1839, et est décédée le 11 octobre 1929 à Newnham on Severn, en Angleterre. C’est une mémorialiste et une écrivaine anglo-allemande ainsi qu’une intime de la famille royale du Royaume-Uni.

## Biographie
Fille du comte Charles Frédéric de Hohenthal, Walburga est nommée par le roi de Prusse dame de compagnie de la princesse Victoria du Royaume-Uni après le mariage de celle-ci avec le futur Frédéric III d’Allemagne. 
Walburga ne reste que peu de temps à la cour de Prusse qu'elle quitte pour épouser en 1860 sir Augustus Paget (1823-1896), ambassadeur du Royaume-Uni à Copenhague et, plus tard, à Rome et à Vienne.
Devenue Lady Paget et établie au Danemark avec son époux, elle joue un rôle très important dans le mariage du futur Édouard VII du Royaume-Uni avec la princesse Alexandra de Danemark (1863). 
Auteure de différents ouvrages, Walburga est surtout connue pour ses mémoires. 
Elle meurt pendant son sommeil, à l’âge de 90 ans, durant un incendie qui détruit sa demeure d’Unlawater House.

### Œuvres de Lady Paget

#### Premières publications
- (en) Colloquies with an unseen friend (1907)
- (en) Scenes and Memories (1912)
- (en) Embassies of Other Days (1923)
- (en) In My Tower (1924)
- (en) The Linings of Life (1929)

#### Rééditions
- (de) Zeugin einer Zeitenwende. Aufzeichnungen der Walburga Gräfin von Hohenthal (1839-1929). Ausgewählt (aus „Scenes and Memories“, London 1912) und übersetzt von Mechtild Stein, Verlag Degener & Co., Neustadt (Aisch), 1997,  (ISBN 3-7686-5109-6)
- (en) Scenes and Memories, BiblioBazaar, 2008  (ISBN 0559300700)